# Collepasso
Collepasso es una localidad italiana de la provincia de Lecce, región de Puglia, con 6.525 habitantes.
Situado en la parte centro-sur de Salento, en el territorio Serre Salentine, y está a  33 km de la capital provincial.

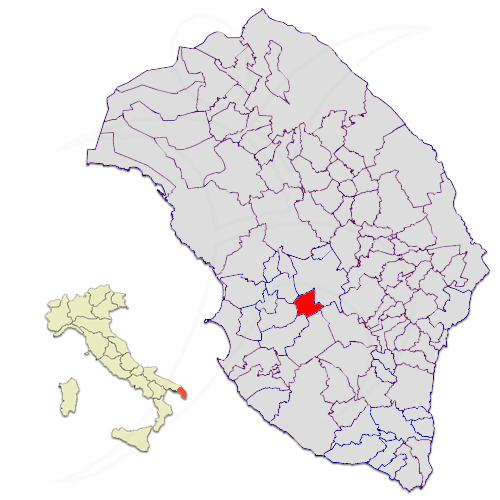
Ubicación de la ciudad de Collepasso dentro de la provincia de Lecce.

## Territorio
La ciudad está situada en la ladera de la colina Sant'Eleuterio y se encuentra aguas abajo de la zona conocida como "Macche", que es uno de los puntos más altos de la provincia de Lecce.
El municipio, que abarca una superficie de 12,68 km ² en la parte centro-occidental de Salento, se encuentra entre 102 y 180 m sobre el nivel del mar, con un rango de 78 metros de altitud. Situado a 32 km de la capital, limita al norte con el municipio de Neviano, al norte y al este con el municipio de Cutrofiano, al sur con los municipios de Supersano, Casarano, Matino y, al oeste con el municipio de Parabita.

## Evolución demográfica
| Gráfica de evolución demográfica de Collepasso entre 1861 y 2001 |
|                                                                  |
| Fuente ISTAT - elaboración gráfica de Wikipedia                  |